# Gare de Tain-l’Hermitage – Tournon
Gare de Tain-l’Hermitage – Tournon – stacja kolejowa w Tain-l’Hermitage, w departamencie Drôme, w regionie Owernia-Rodan-Alpy, we Francji.
Jest stacją Société nationale des chemins de fer français (SNCF), obsługiwaną przez pociągi TER Rhône-Alpes.